# 利尼战役
利尼战役于1815年6月16日进行，拿破仑一世指挥下的法国军队在今比利时利尼附近击败了布吕歇尔元帅率领的普鲁士军队的一部分。这场战斗为法国人带来了战术上的胜利，但大部分普鲁士军队在战斗中井然有序地幸存下来，并在两天后的滑铁卢战役中发挥了作用，有效地支援了威灵顿的军队并最终打败了拿破仑。利尼战役是拿破仑军事生涯的最后一场胜利。

## 腳註
1. ↑  Bodart 1908，第486頁.
2. 1 2  Chandler 2009，第1044頁.
3. 1 2  Pigeard 2004，第475頁.
4. 1 2 3  Clodfelter 2008，第183頁.
5. ↑  Hussey 2017，第539頁.